# Casimir-Amable Testard de Montigny
Pour les articles homonymes, voir Testard et Testard de Montigny.
 (août 2019).
Si vous disposez d'ouvrages ou d'articles de référence ou si vous connaissez des sites web de qualité traitant du thème abordé ici, merci de compléter l'article en donnant les références utiles à sa vérifiabilité et en les liant à la section « Notes et références ».
Casimir-Amable Testard de Montigny (né le 2 juin 1787 à Montréal, mortle 10 janvier 1863 à Saint-Jérôme) est un homme d'affaires et un politicien québecois. Il a représenté le comté d'Effingham à la Chambre d'assemblée du Bas-Canada de 1824 à 1827.
Testard de Montigny était le fils de Louise-Archange Gamelin, dite Gaucher, et de Louis-Étienne Testard de Montigny, petit-fils de Jacques Testard de Montigny. Il s'est marié deux fois : avec Marthe Godon en 1815, puis avec Marie-Louise Allaire en 1855. Sa fille Marguerite-Olive a épousé Jean-Baptiste Lefebvre de Villemure.
Testard de Montigny a fait ses études au Séminaire de Notre-Dame et au Petit séminaire de Montréal. Actif dans le commerce de la fourrure, il a établi une petite colonie sur la rivière du Nord, qui deviendra par la suite Saint-Jérôme. Il a été major dans la milice et commissaire aux petites causes. Testard de Montigny reste fidèle au gouvernement pendant la rébellion du Bas-Canada et est emprisonné par les Patriotes en 1837. Il siège au conseil municipal du comté de Terrebonne de 1849 à 1851.